# Maurice Fraudeau
Maurice Fraudeau, né le 25 mai 1924 à Paris et mort le 3 juin 2000 à Viry-Châtillon, est un homme politique français. Membre de l’Union des démocrates pour la République, il était député de la quatrième circonscription de l’Essonne.

## Biographie
Maurice Jean Fraudeau est né le 25 mai 1924 à Paris et décédé le 3 juin 2000 à Viry-Châtillon.
Maurice Fraudeau est inspecteur de l'Éducation nationale. Il est directeur d'un conservatoire national des arts et métiers.
Maurice Fraudeau est élu suppléant pour la quatrième circonscription de l'Essonne et devient titulaire en 1969 après la nomination de Léo Hamon au gouvernement. Il achève son mandat en 1973 mais ne retrouve pas son poste lors des élections suivantes.
Maurice Fraudeau est maire de Gometz-la-Ville de 1971 à 1977. 

## Décorations et récompenses
Maurice Fraudeau est nommé au rang de chevalier de la Légion d'honneur le 25 mai 1967 et promu au grade d'officier le 14 juillet 1994.

## Pour approfondir